# Rio Didessa
O rio Didessa é um curso de água do oeste da Etiópia e um afluente do rio Abay. Este rio tem uma bacia de drenagem com uma área de cerca de 19 630 km², que abrange partes da região de Benishangul-Gumaz e Mirab Welega, além da região de Oromia.